# Curtiss NC
Curtiss NC war eine Flugboot-Baureihe des US-amerikanischen Herstellers Curtiss Aeroplane and Motor Company.

## Entwicklung
Während des Ersten Weltkrieges entwarf Curtiss für die US Navy ein Langstrecken-Flugboot, das zum Schutz vor Angriffen deutscher U-Boote dienen sollte. Eine Forderung der Marine war, dass die Maschinen aus eigener Kraft in der Lage sein sollten, von den USA aus den europäischen Kriegsschauplatz zu erreichen.
Curtiss legte den Verantwortlichen der Marine verschiedene Entwürfe vor, darunter auch ein fünfmotoriges Flugzeug, das aber als zu komplex abgelehnt wurde. Letztlich einigte man sich auf eine dreimotorige Variante, welche die Bezeichnung NC erhielt. NC stand für „Navy-Curtiss“; die Bezeichnung sollte die enge Zusammenarbeit der Marine mit Curtiss dokumentieren. Im Volksmund wurden die Flugzeuge auch „Nancy-Boats“ genannt.
Ein Vertrag zwischen der Marine und Curtiss über den Bau von zunächst vier Exemplaren der NC-Reihe, NC-1 bis NC-4, wurde am 8. Januar 1918 abgeschlossen. Da der Schwerpunkt von Curtiss seinerzeit auf dem Bereich der Entwicklungen lag und ihm nur geringe Produktionskapazitäten zur Verfügung standen, war sein Unternehmen nicht in der Lage, das Flugzeug in größeren Stückzahlen zu bauen. So vergab die Marine etliche Aufträge an Zulieferunternehmen, beispielsweise wurden die Liberty-L-12-Motoren von den Firmen Ford und Packard hergestellt.

## Flugzeuge der NC-Reihe

### NC-1

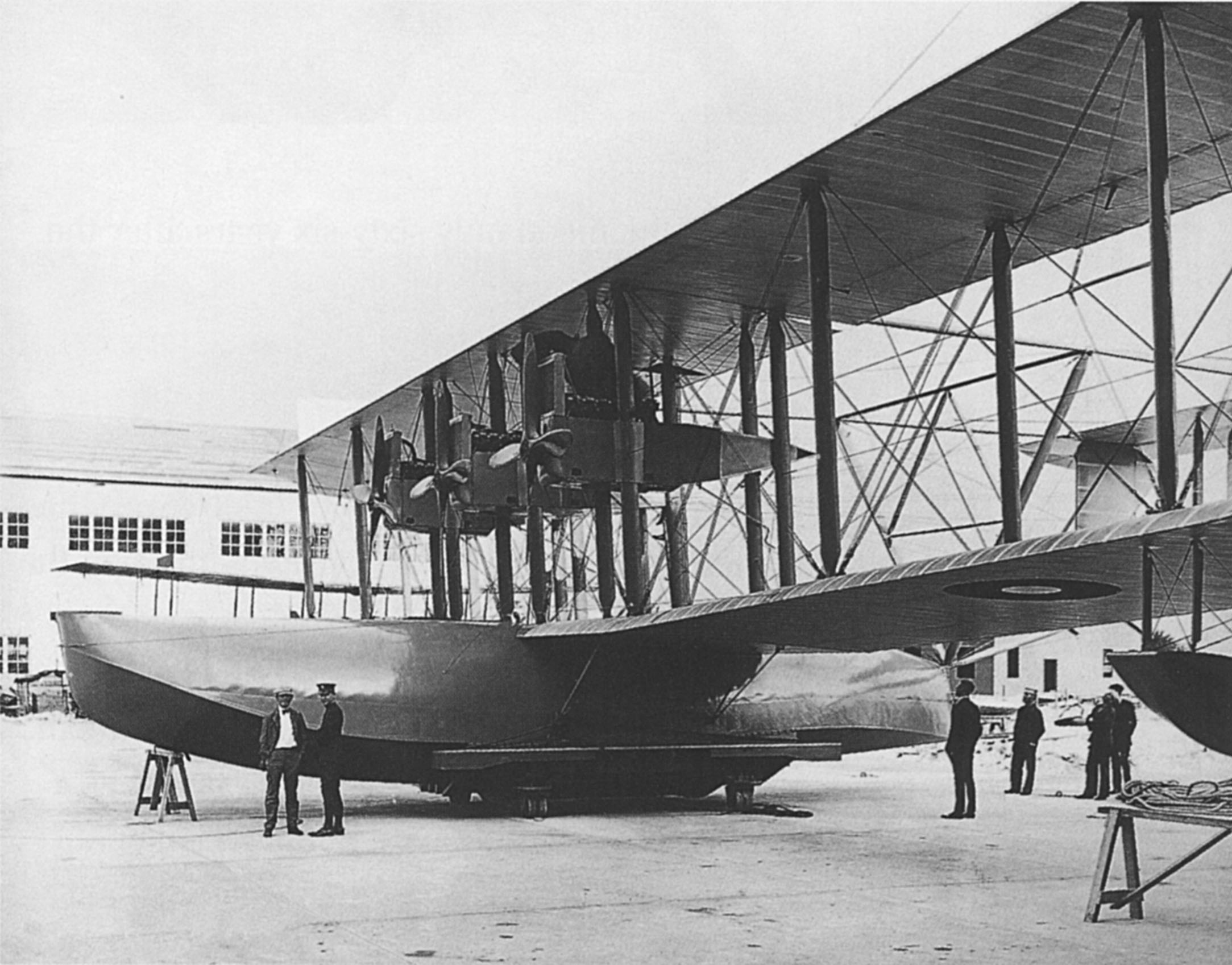
Curtiss NC-1 am 3. Oktober 1918

Curtiss lieferte den Rumpf der NC-1 im Sommer 1918 aus. Im September 1918 war diese Maschine komplett montiert und führte den Erstflug am 4. Oktober 1918 durch. Die Maschine war mit drei Liberty-Motoren mit je 360 PS Leistung ausgestattet und wog beim Start mehr als 10 Tonnen.
Im Frühjahr 1919 ergaben Berechnungen bei Curtiss, dass bei Verwendung von vier höher verdichteten Liberty-Motoren mit einer Leistung von je 400 PS eine Startmasse von 12.730 kg erreicht werden könne.

### NC-2
Verwirklicht wurde die viermotorige Variante bereits bei der NC-2, die Triebwerke waren in Doppeltandem-Ausführung montiert. Der Erstflug der NC-2 fand am 1. April 1919 statt. Schon während ihrer Testflüge wurde die Maschine ernsthaft beschädigt, daher wurde sie dann teilweise zugunsten einer Modernisierung von NC-1 ausgeschlachtet.

### NC-3 und NC-4
Diese beiden Maschinen folgten kurz auf die NC-2 und hatten eine geänderte Triebwerksanordnung; zwei Motoren waren außen auf den Tragflächen angebracht, die beiden anderen in Tandemanordnung mittig des Rumpfes.

## Nutzung der der NC-Reihe

### Passagierrekord
Am 27. November 1918 flog die NC-1 mit insgesamt 51 Personen an Bord.

### Der Transatlantikflug im Mai 1919

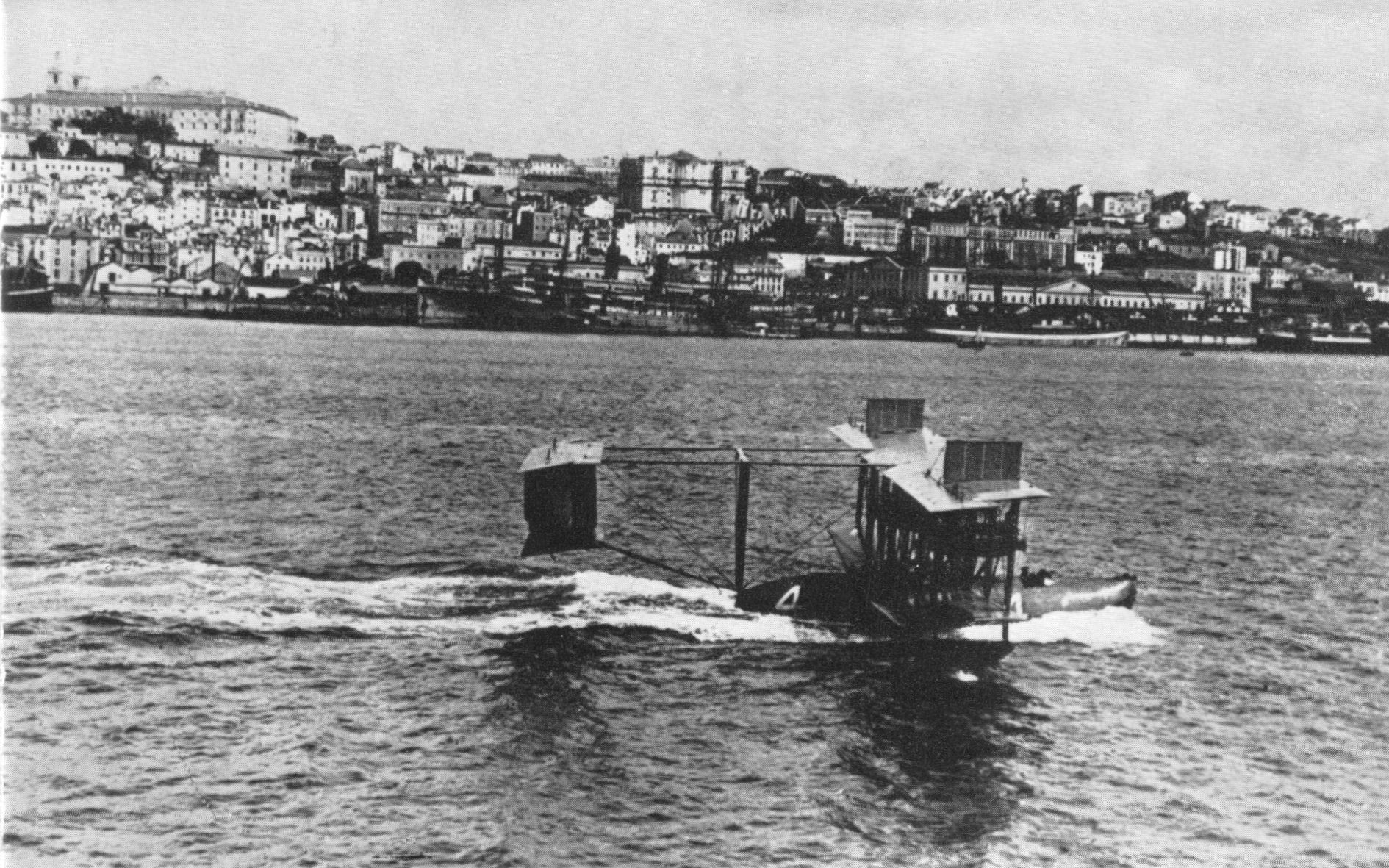
Curtiss NC-4 nach geglückter Atlantiküberquerung 1919 in Lissabon

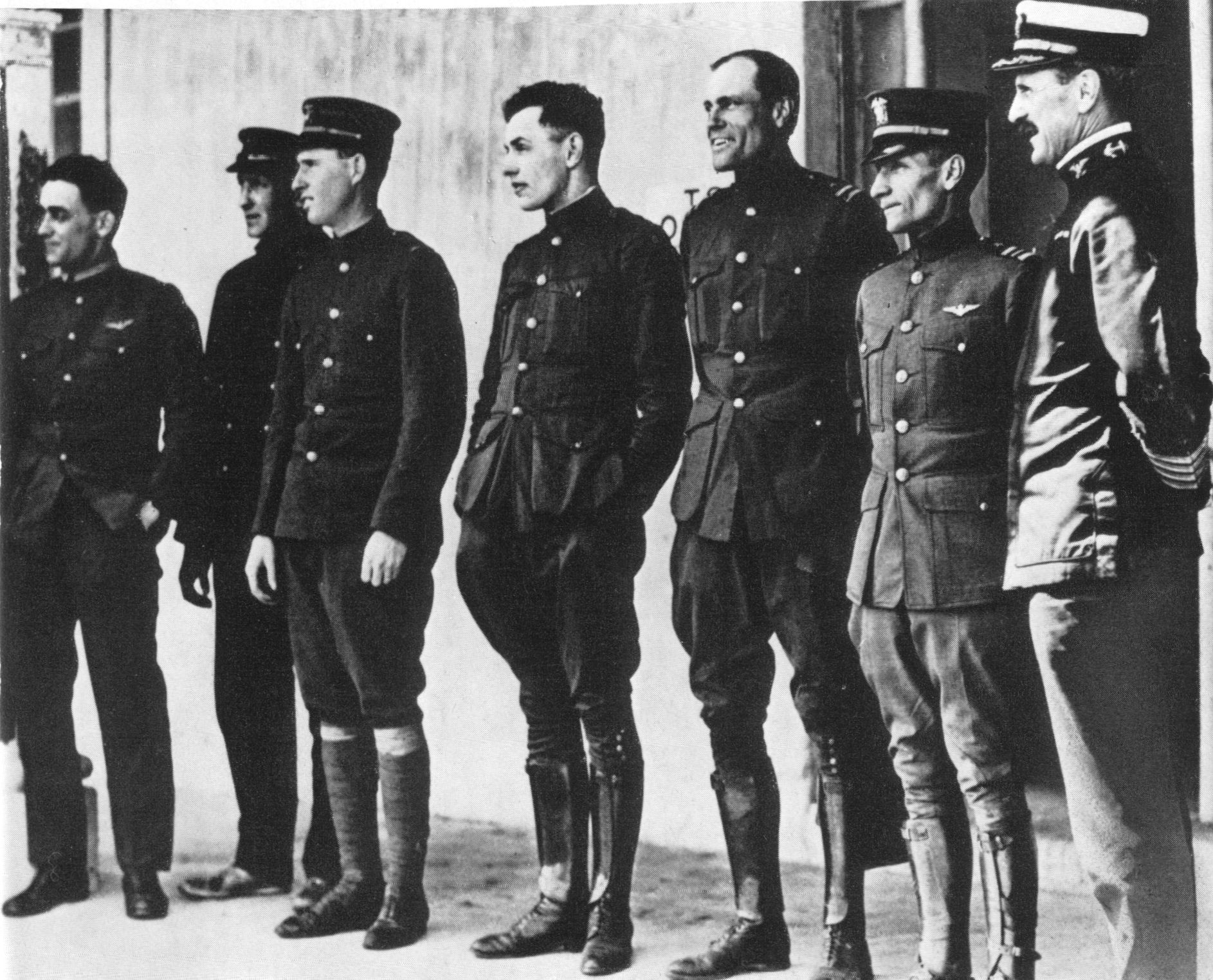
Die Besatzung des Atlantikfluges: E.F. Stone, E.C. Rhoads, W. Hinton, H.C. Rodd, J.L. Breese, A. Read. Der ganz rechts stehende Kapitän R.H. Jackson nahm am Flug nicht teil.

Pläne für die erste Atlantiküberquerung mit Flugbooten der NC-Reihe bestanden bereits seit längerem in der US-Navy, wurden aber erst Anfang 1919 konkretisiert und mit Ernsthaftigkeit vorbereitet. Man wollte nicht eine einzelne Maschine im Alleinflug auf die Reise schicken, sondern bereitete alle verbliebenen drei Flugboote vor; die NC-2 war zuvor als Ersatzteillieferant für die Aufrüstung der NC-1 ausgeschlachtet worden.
Man wollte nichts dem Zufall überlassen und das Leben der Teilnehmer nicht unnötig gefährden; so sollten 56 Zerstörer der US-Navy auf der geplanten Strecke in Position gehen, um bei einer eventuellen Notwasserung Hilfe leisten zu können. Außerdem sollten fünf Schlachtschiffe an den Start- und Endpunkten der Route Station beziehen.
Der erste Abschnitt der Strecke führte über 864 km von New York nach Halifax/Nova Scotia, von dort führte die Route über 736 km bis nach Neufundland. Der größte Abschnitt mit einer Länge von 2080 km führte bis zu den Azoren, die nächste Etappe über 1280 km bis nach Lissabon. Von dort aus war der letzte Abschnitt bis Plymouth mit 1240 km zu bewältigen.
Und so starteten die drei Flugzeuge am 8. Mai 1919 vom Stützpunkt der Marineflieger in Rockaway Beach im US-Staat New York und flogen entlang der durch die Kriegsschiffe gesetzten Positionslichter.
Jedoch erreichte nur eine der Maschinen, die NC-4, am 31. Mai 1919 den Zielort Plymouth (Stützpunkt RAF Mount Batten). Die beiden anderen Flugboote wurden durch stürmisches Wetter im Bereich der Azoren zur Notwasserung gezwungen und dabei beschädigt, die NC-1 schwer, sie sank drei Tage später. Der Besatzung von NC-3 gelang es, nach der Notwasserung ihr Flugboot bis zu den Azoren auf dem Meer zu fahren.
Die NC-4 benötigte für die insgesamt 6200 km eine reine Flugzeit von 51 Stunden und 31 Minuten und war damit das erste Flugzeug, mit dem eine Atlantiküberquerung gelang.

## Technische Daten
| Kenngröße                | Daten der NC-4                                                                          |
| ------------------------ | --------------------------------------------------------------------------------------- |
| Besatzung                | 6                                                                                       |
| Länge                    | 20,80 m                                                                                 |
| Spannweite               | 38,40 m                                                                                 |
| Höhe                     | 7,44 m                                                                                  |
| Flügelfläche             | 226,77 m²                                                                               |
| Leermasse                | 7.200 kg                                                                                |
| max. Startmasse          | 11.968 kg                                                                               |
| Antrieb                  | vier 12-Zylinder-V-Motoren (Liberty L-12) mit einer Leistung von je 400 PS (ca. 290 kW) |
| Höchstgeschwindigkeit    | 85 mph (ca. 140 km/h)                                                                   |
| Dienstgipfelhöhe         | 4.500 ft (ca. 1.400 m)                                                                  |
| Steigrate                | 305 m in 4:30 min                                                                       |
| Reichweite (vollgetankt) | 1.470 mi (ca. 2.370 km)                                                                 |
| Flugdauer                | 14:45 h bei Reisegeschwindigkeit                                                        |

## Verbleib der NC-4

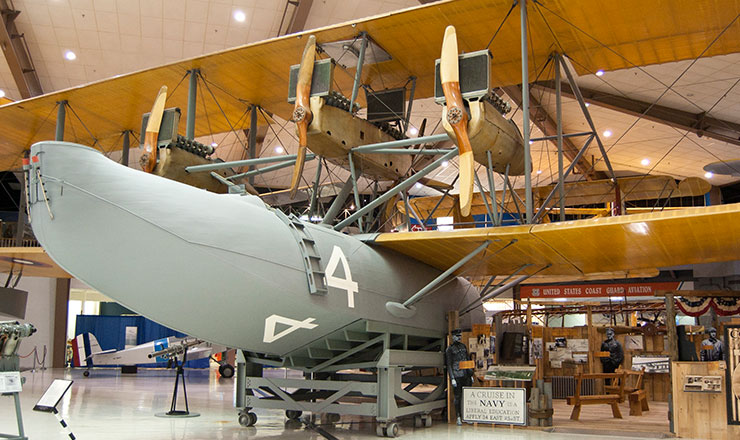
NC-4 im National Museum of Naval Aviation

Nach der Rückkehr der NC-4 aus Großbritannien in die USA wurde sie dort zunächst im Central Park in New York, später in Philadelphia, Washington D.C. und anderen Orten ausgestellt. Der Rumpf der NC-4 wurde 1920 in der Smithsonian Institution ausgestellt und schließlich 1927 der Smithsonian übereignet. Die übrigen Teile lagerte die Navy ein. Aus Anlass des 50-jährigen Jubiläums ihres Fluges wurde sie von der Smithsonian Institution mithilfe dreier Techniker der Navy komplett restauriert und ab dem 8. Mai 1969 auf der National Mall ausgestellt. Nach der erneuten Demontage wurde sie 1974 wieder aufgebaut und steht seitdem als Leihgabe des National Air and Space Museum im National Museum of Naval Aviation auf der Naval Air Station Pensacola, Florida.
Ein Triebwerk des Transatlantikflugs der NC-4 ist im National Air and Space Museum ausgestellt.